# Сен-Мартен-Сен-Бартелеми (округ)
Сен-Мартен-Сен-Бартелеми  (фр. Saint-Martin-Saint-Barthélemy) — бывший округ (фр. Arrondissement) во Франции, один из округов в регионе Гваделупа.
21 февраля 2007 года был принят органический закон, опубликованный 22 февраля 2007 года в Journal officiel, согласно которому округ был поделён на два независимых от Гваделупы административно-территориальных образования: первое, Сен-Бартелеми, образовано из бывшего одноимённого кантона, второе, Сен-Мартен, — из кантонов Сен-Мартен-1 и Сен-Мартен-2.